# Boteiras av Bithynien
Boteiras av Bithynien, död 376 f. Kr., var regerande kung av Bithynien från en okänd tidpunkt fram till 376 f. Kr.